# Legea întoarcerilor accelerate

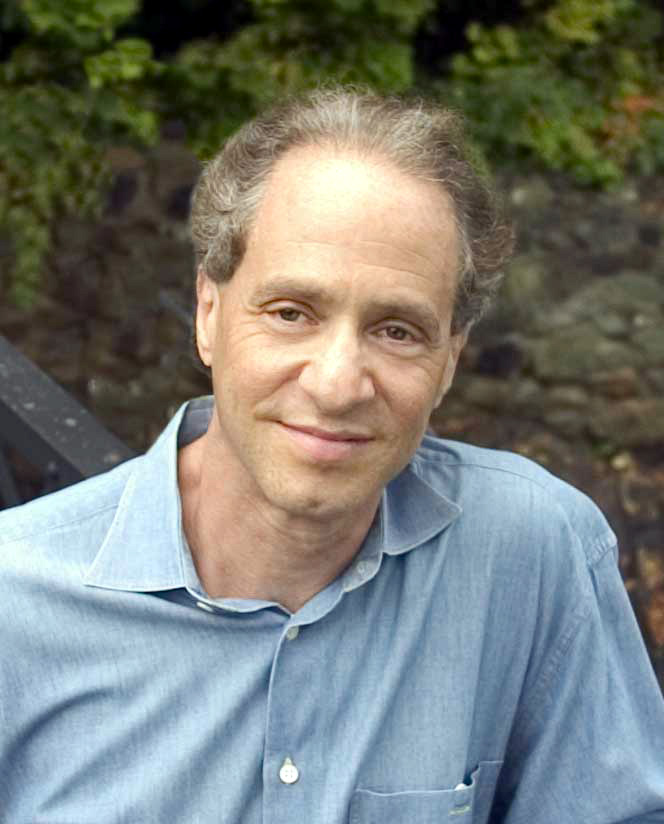
Ray Kurzweil

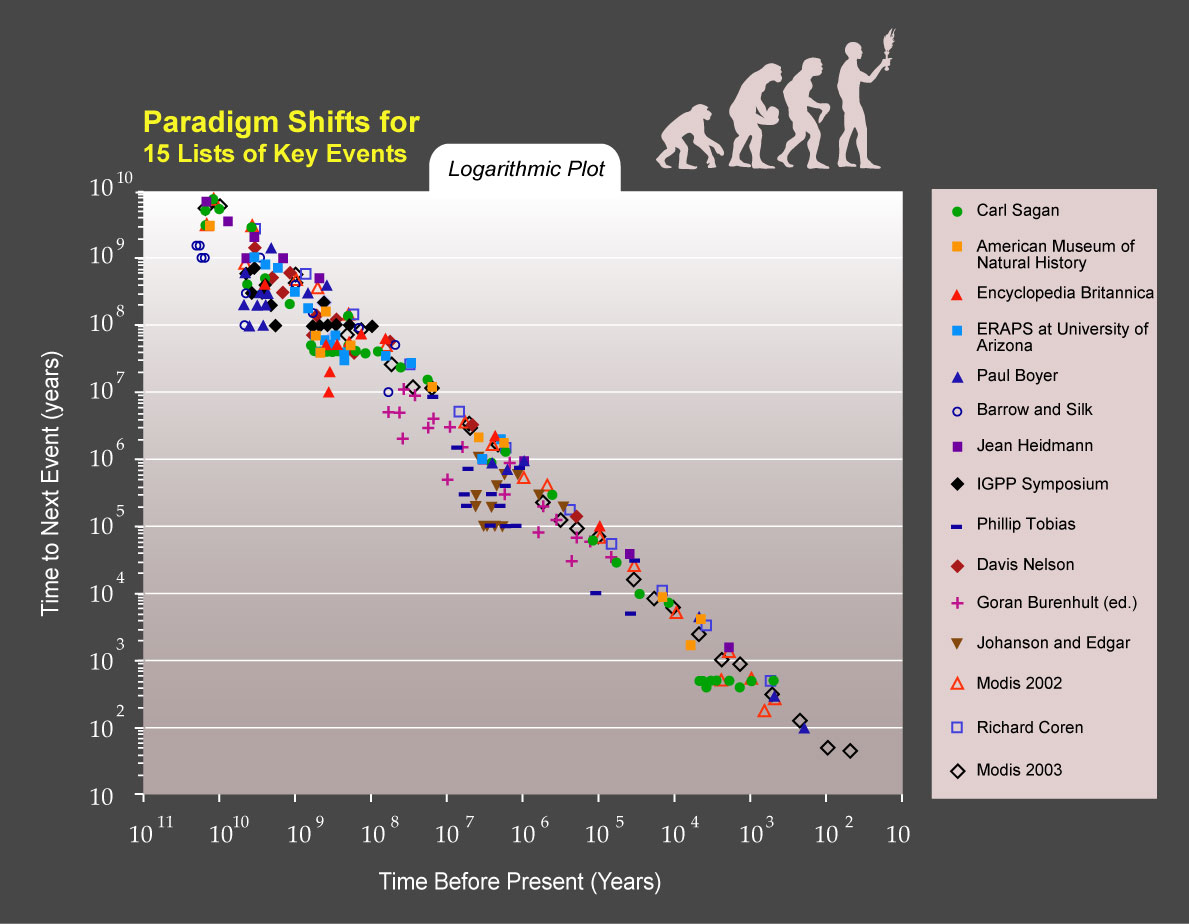
Cronologia salturilor paradigmatice

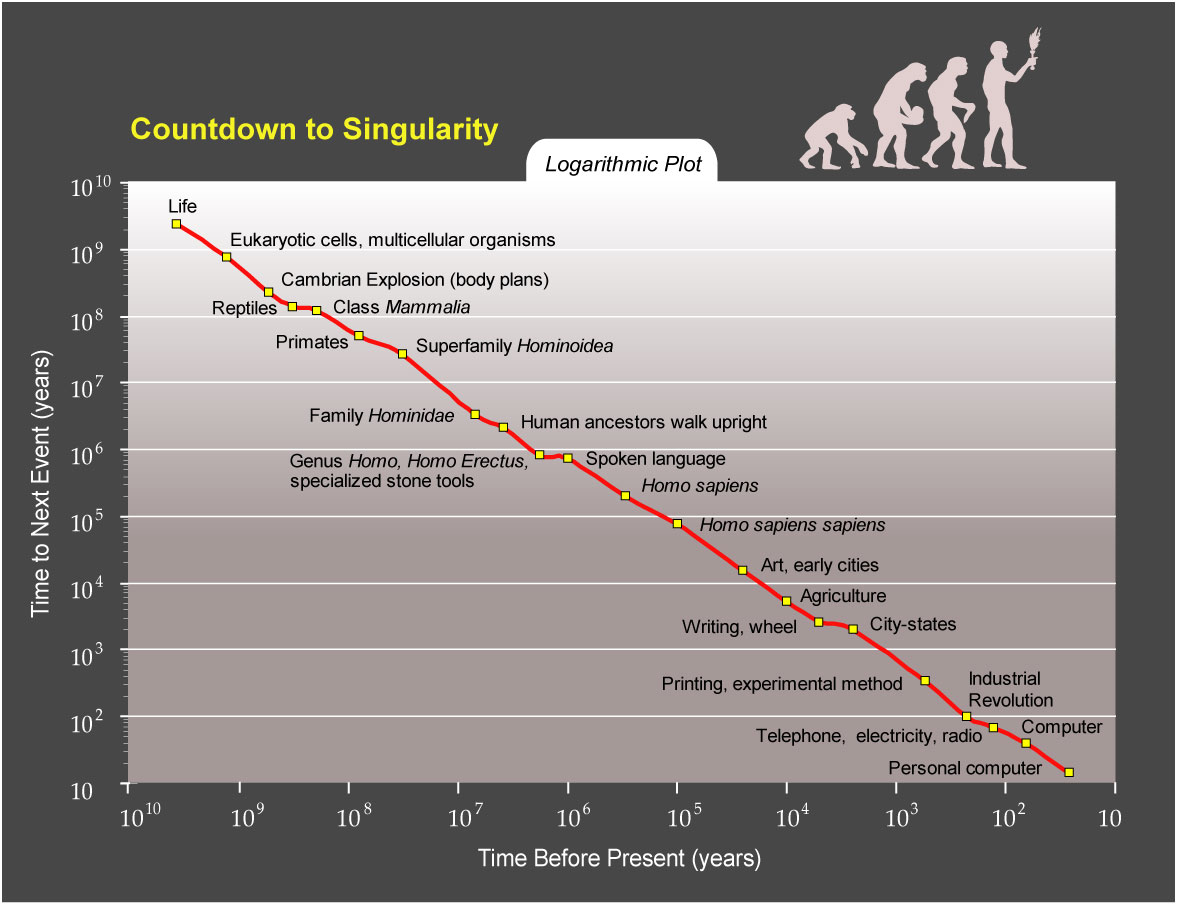
Numărătoare inversă până la Singularitatea tehnologică

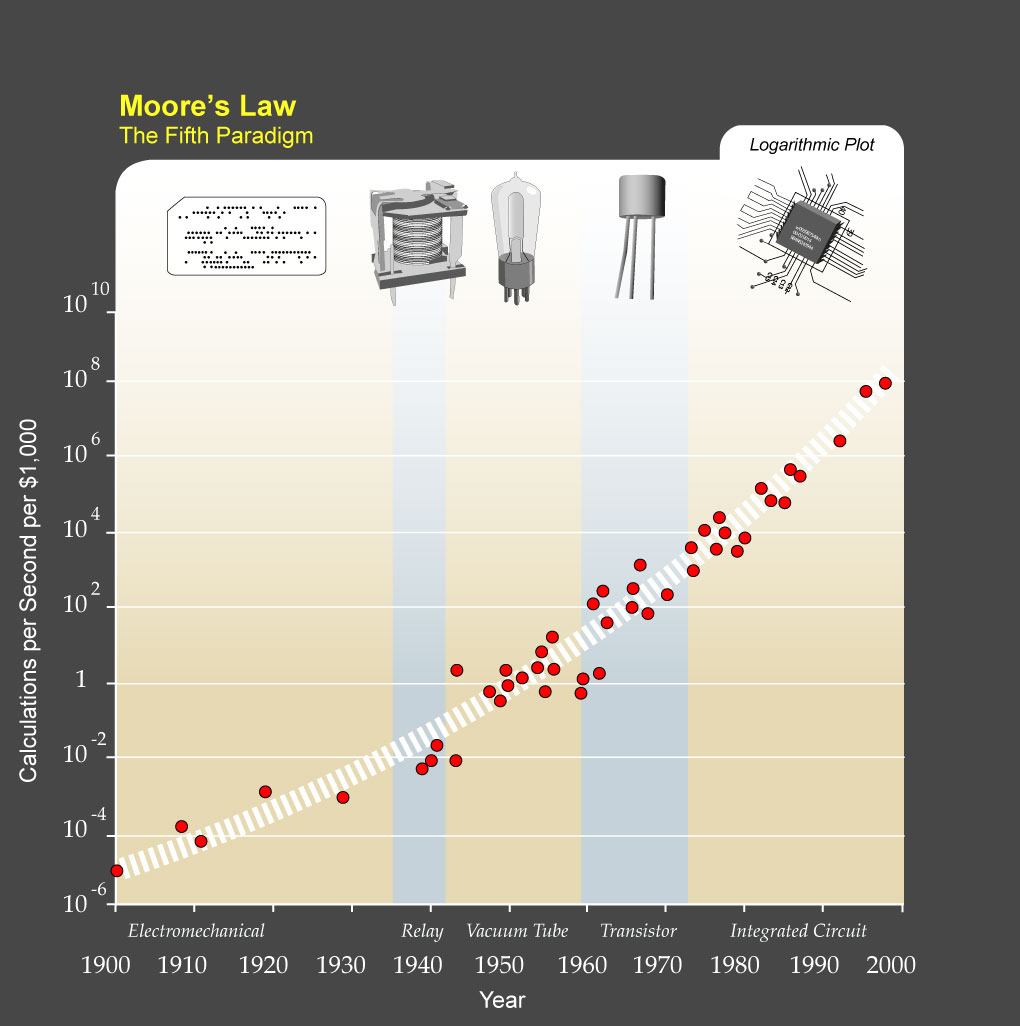
Legea lui Moore

Creşterea exponențială a puterii de calcul la supercomputere

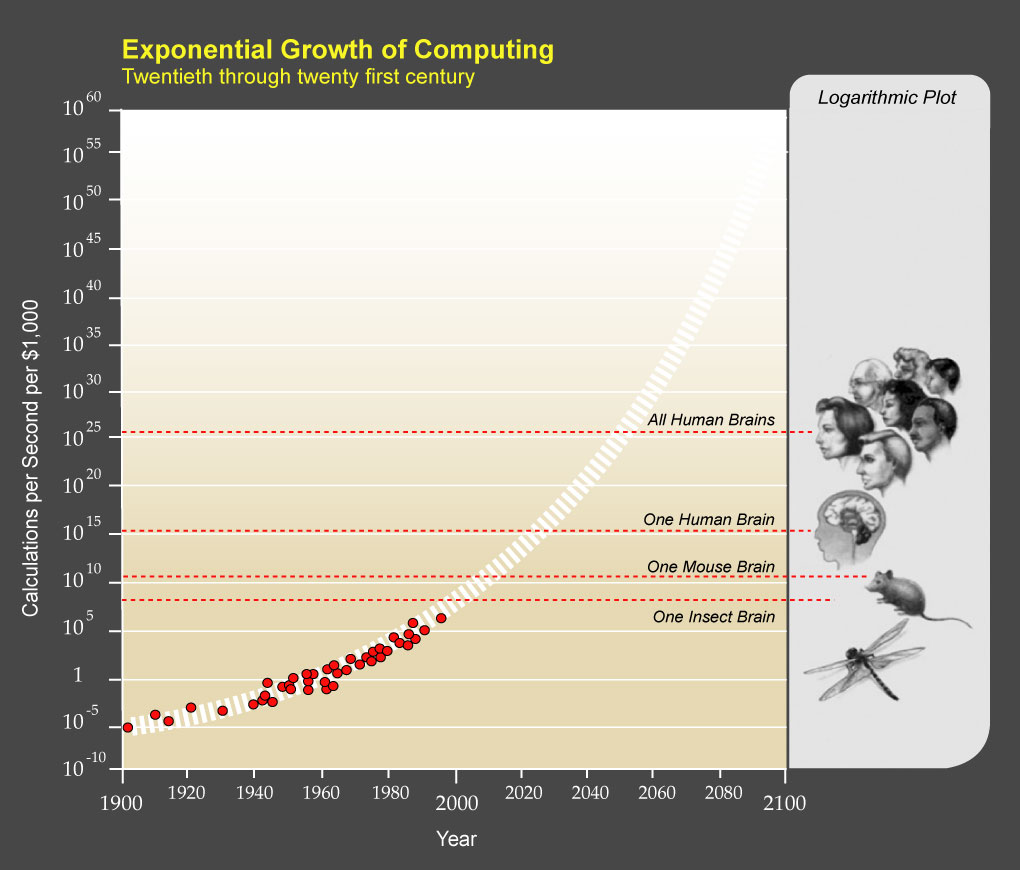
Creşterea exponențială a puterii de calcul la supercomputere, operații pe secundă pe 1,000 $

Legea întoarcerilor accelerate (Law of Accelerating Returns) este o teză publicată de Ray Kurzweil cu privire la ipoteza futurologică extrem de radicală numită Singularitatea tehnologică.
Evoluția aplică feedbackuri pozitive în sensul că metodele superioare rezultate dintr-o etapă a progresului evoluționar sunt folosite pentru a crea următoarea treaptă. Drept rezultat rata progresului unui proces evoluționar crește exponențial în decursul timpului. În timp, "ordinea" informației conținută într-un proces evoluționar (măsura a cât de bine informația servește unui scop) crește. O corelare a afirmației de sus este că rezultatele ("întoarcerile") unui proces evoluționar (viteza, eficiența privind costul, sau puterea de ansamblu a unui proces) cresc exponențial în timp. În alt feedback pozitiv, imediat ce un anume proces evoluționar (de ex.: calculul) devine mai eficient (eficiență de costuri), resurse sporite sunt alocate spre progresul continuu al acelui proces. Asta duce la o a doua creștere exponențială (rata creșterii exponențiale însăși crește exponențial). Evoluția biologică este un astfel de proces evoluționar.
Evoluția tehnologică este un alt asemenea proces evoluționar. Apariția primei specii creatoare de tehnologie a dus la noul proces evoluționar al tehnologiei. Prin urmare, evoluția tehnologică este un rezultat - și o continuare cu alte mijloace - al evoluției biologice.  O anume paradigmă (o metodă sau abordare pentru a rezolva o problemă, de ex: micșorarea tranzistorilor sau a unui circuit integrat ca metodă de a crea computere mai puternice) oferă creștere exponențială până când metoda își epuizează potențialul. Când aceasta se întâmplă, (de ex., o schimbare fundamentală în abordare), are loc un schimb paradigmatic, care permite creșterii exponențiale să continue. 
Dacă aplicăm aceste trei principii la cel mai înalt nivel de evoluție de pe Pământ, primul pas, crearea celulelor, a introdus paradigma biologiei. Apariția ulterioară a ADN-ului a oferit o metodă digitală pentru a stoca rezultatele experimentelor evoluționare. Apoi, evoluția unei specii care a combinat gândirea rațională cu un membru opozabil a cauzat un salt paradigmatic fundamental de la biologie la tehnologie. Saltul paradigmatic pe cale de apariție este cel de la gândirea biologică la o gândire hibridă biologică și non-biologică. Acest hibrid va include procese inspirate din biologie rezultate din ingineria inversă a creierului biologic.
Dacă examinăm poziția temporală a acestor evenimente, vedem că procesul s-a accelerat continuu. Evoluția formelor de viață a durat miliarde de ani pentru primii pași (de ex. celule primitive); mai apoi, progresul s-a accelerat. În timpul exploziei din Cambrian, salturile paradigmatice majore au avut loc la interval de numai zeci de milioane de ani. Mai apoi, umanoizii au evoluat în decursul a milioane de ani, iar Homo sapiens în decursul unei perioade de sute de mii de ani.
Odată cu apariția unei specii făuritoare de tehnologie, ritmul exponențial a devenit prea rapid pentru sinteza proteică ghidată de ADN și a evoluat spre tehnologia creată de om. Tehnologia este mai mult decât doar construcția de unelte; este un proces de a crea tehnologie din ce în ce mai puternică folosind uneltele din etapa anterioară de inovație. Astfel, tehnologia umană se deosebește de crearea de unelte de către alte specii. Există însemnări privind fiecare etapă a tehnologiei, și fiecare etapă nouă se bazează pe ordinea etapei anterioare.
Primii pași tehnologici - vârfuri ascuțite, focul, roata - s-au lăsat așteptați zeci de mii de ani. Pentru oamenii care trăiau atunci, saltul tehnologic era foarte greu de sesizat, chiar în decursul a o mie de ani. Pe la 1000 d.Hr., progresul era deja mult mai rapid și un salt paradigmatic avea loc la fiecare unu sau două secole. În secolul al XIX-lea, saltul tehnologic a fost mai amplu decât în cele nouă secole premergătoare. Iar în primele două decenii ale secolului al douăzecilea, avansul tehnologic a fost mai mare decât în întreg secolul premergător. Acum salturile paradigmatice au loc la fiecare câțiva ani. Doar acum câțiva ani, World Wide Web nu exista în forma sa actuală. Înainte de anul 1989, când a fost inventat de Tim Berners-Lee, nici nu exista.
Rata de salt paradigmatic (rata de ansamblu a progresului tehnologic) la ora actuală se dublează aproximativ în fiecare deceniu; cu alte cuvinte, intervalele de salt paradigmatic se înjumătățesc în fiecare deceniu (și rata de accelerație însăși crește exponențial). Astfel, progresul tehnologic în secolul al XXI-lea va fi echivalent cu 200 de secole asemănătoare ca progres cu secolul al XX-lea. În contrast, secolul al XX-lea a oferit doar 25 de ani de progres (din nou, la rata actuală de progres) deoarece progresul s-a accelerat până la rata actuală. Așa că secolul al XXI-lea va trăi un salt tehnologic de aproape o mie de ori mai mare decât secolul anterior.